# Parella
Parella (piemonti nyelven Parela) egy kis észak-olasz község (comune) a Piemont régióban.